# 要人

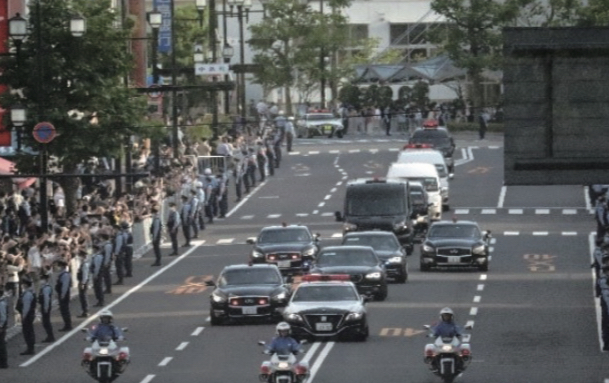
日本・広島県広島市で開催された広島サミット時における要人の車列警護

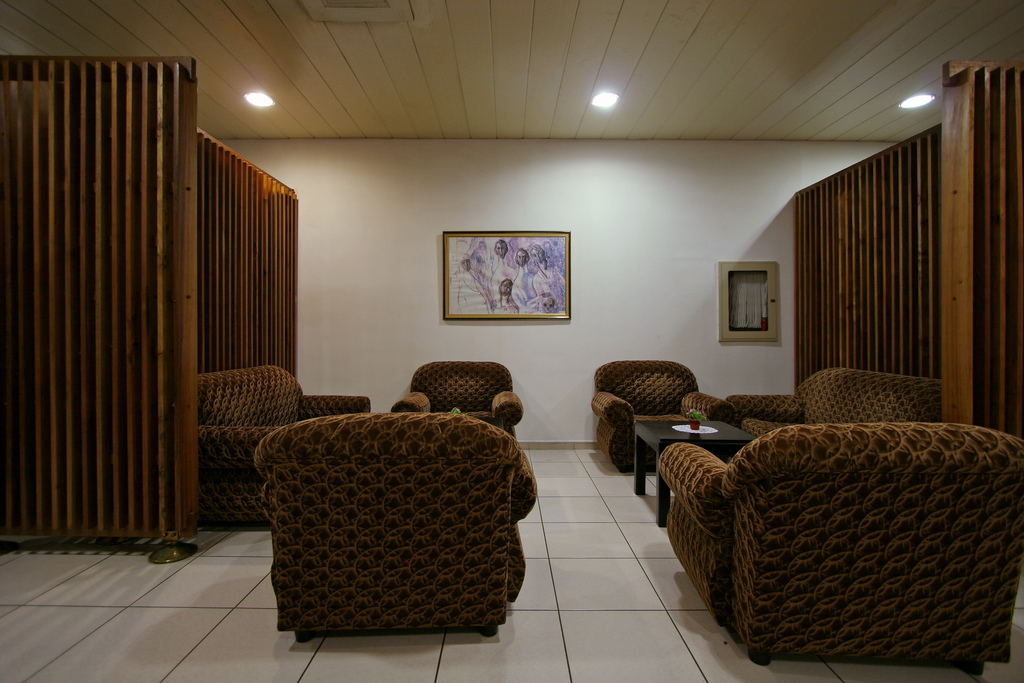
要人のみが使える貴賓室
（ホセ・マルティ国際空港、
キューバ・ハバナ）

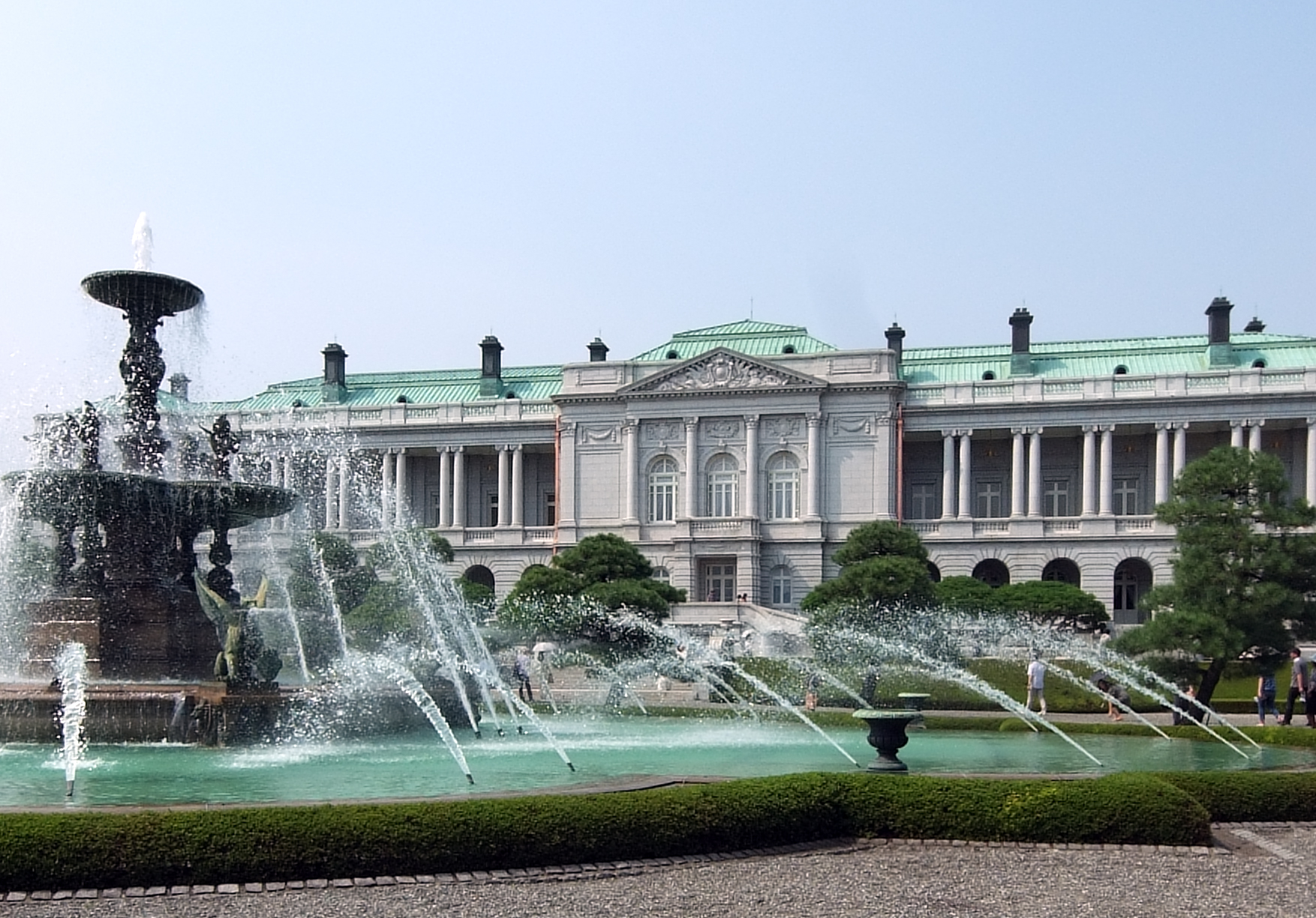
国賓等の宿泊接遇をする迎賓館赤坂離宮
（日本・東京都港区赤坂）

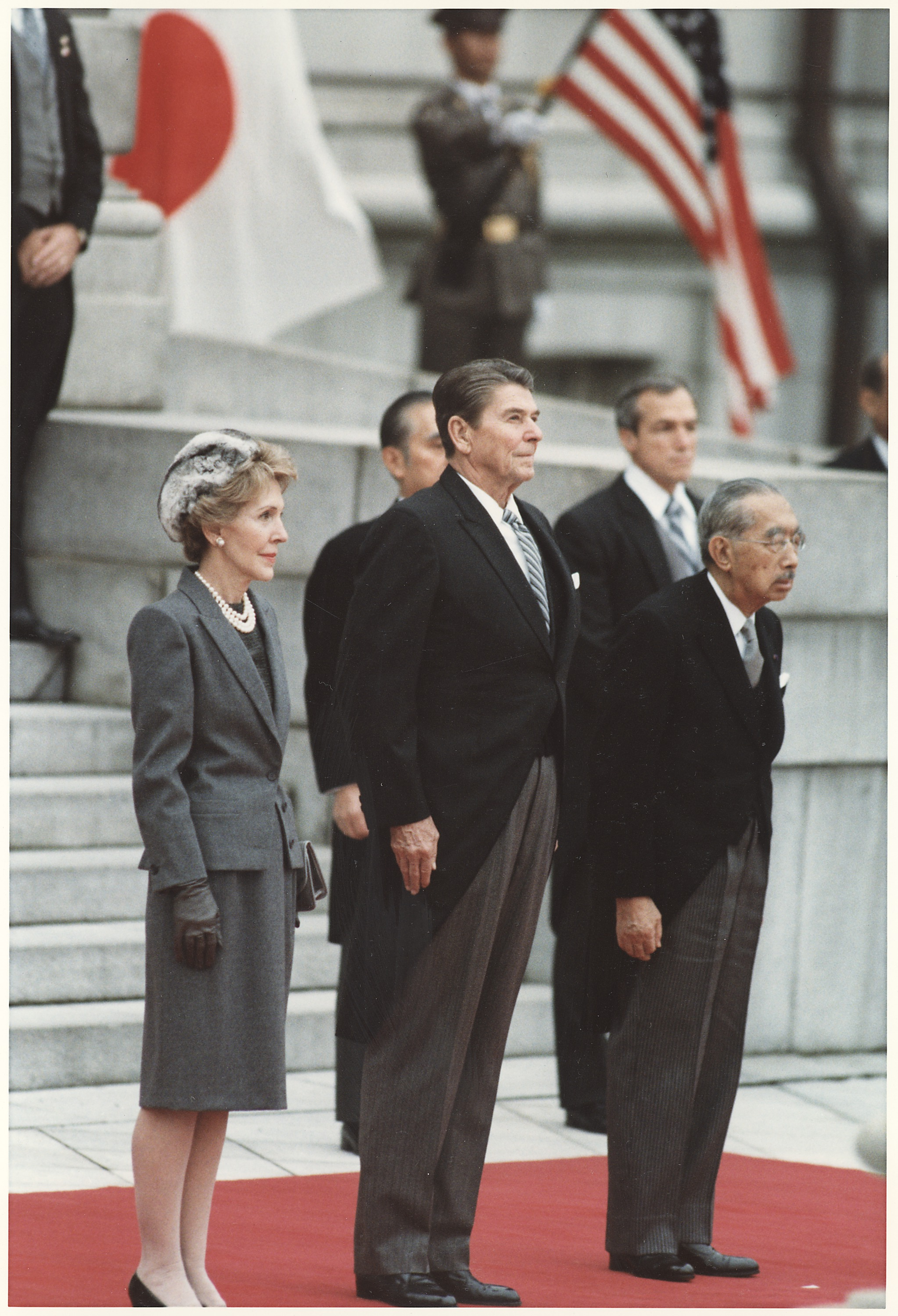
アメリカ合衆国大統領ロナルド・レーガン、夫人ナンシー・レーガンと昭和天皇（右端）。
1983年11月9日、迎賓館にて

要人（ようじん）とは、社会に重大な影響が及ぶ立場や要職に就いている人物のことである。VIP（ブイ・アイ・ピー、Very Important Person＝非常に重要な人物）とも呼ばれる。
なお、VIP（Very Important Person）は公的な場面などでは「賓客」とも訳される。VIPには国賓や国家元首のように国際関係において重要な人物から得意先や取引先のように企業にとって重要な人物まで広く含む。

## 概説
特定の職業を意味する概念ではなく相対的な概念あるいは時代と社会に合わせて解釈したものである。現代では君主、大統領・首相など政府の長、閣僚、高級官僚、高級将校、中央銀行の総裁、国際機関代表者などが常に該当する。情勢によっては野党の党首、反政府組織の代表、有力経済人なども含まれる。
要人とみなされる人物は、テロの標的となりやすいことから警護対象者とされ、その人物の持つ社会的影響を考慮して、一般には行われない接遇がなされることが多い。具体的には、空港や鉄道駅などで一般客と異なる通路を使用したり、要人しか使えない別室（貴賓室）に通され、雑踏から守られる。
アメリカ合衆国大統領や連邦政府高官などが来日する場合、横田基地などの民間人の立ち入りが禁止されている在日米軍基地が使われることが多い。なおこの場合、日米地位協定により、彼らは法的にアメリカから一歩も出ていない扱いになる(国賓として来日する際は羽田空港等の一般の空港が使われることが多い)。

## ソシアル・プログラム
相手側（VIP）の訪問中のイベントのうち会議の議題や内容とは直接関係のないプログラムをソシアル・プログラム（ソシアル・イベント）という。ソシアル・プログラムは参加者の交流、会議の息抜き、主催者（開催地）の歓迎の意を表すために行われる。
レセプション、バンケット（夕食会）、エキスカーション（会議参加者による小規模なツアー）などがある。

## 賓客接遇
接遇側から見た賓客の重要度に応じた接遇を賓客接遇という。

### 外交上の接遇
外交上では元首や首相・大臣・国際機関代表者などは国賓・公賓となって相手国から接待されたりする。

#### プロトコル
プロトコルとは外交儀礼のことであるが、接遇ではVIPの対応者または国賓対応のための儀礼手引書のことをいう。

#### 国賓
国賓とは、日本の場合、おおむね10年に一度の頻度で当該国からの元首や要人の訪問に際して行われる接遇上の様式である。日本の慣例では、10年以内に国賓として遇された経緯のある対象国や元首に対しては国賓として遇することはなく、公賓ないしは公式実務訪問賓客として扱う。国賓扱いによる接遇はあくまで儀式的なものであり、接遇による差異が訪問者や当該国に対する特段の政治的意味合いを持つ訳ではない。

### 賓客接受基準
賓客のランクに応じてあらかじめ内規で定められた応接の基準を賓客接受基準という。賓客接受基準では案内する応接室や応接に当たる人（階級）など接受の中身を細かく定める。
日本の外務省における海外要人の待遇の場合、日本政府が滞在費用（対象者の宿泊滞在・国内移動・通信・警護費用等）を負担する公式訪問と、訪問者がすべての経費を負担する非公式訪問の2つに分かれる。さらに公式訪問の場合は後述する5つに分かれる。これらの計画、調整は外務省儀典官室が行なっており、その長である儀典長は「首席接伴員」として日程に同行することになっている。国賓の接遇については、外務大臣が宮内庁長官と連絡の上、その請議により閣議において決定する。公賓および公式実務訪問賓客の接遇については、外務大臣が閣議了解を経て決定する。
|                  | 対象                                       | 宿泊                                             | 歓迎式典とお見送り                                         | 天皇との会見又は引見                                 | 宮中晩餐会・午餐会                                |
| ---------------- | ------------------------------------------ | ------------------------------------------------ | ---------------------------------------------------------- | ---------------------------------------------------- | ------------------------------------------------- |
| 国賓             | 国王・大統領・国家主席など                 | 迎賓館（国内の他の宿泊施設を利用することもある） | あり（歓迎式典での儀仗隊の栄誉礼および国歌演奏など）       | あり（天皇と皇后）                                   | 宮中晩餐会による接遇                              |
| 公賓             | 大統領、皇太子、王族、首相、副大統領など   | 迎賓館（国内の他の宿泊施設を利用することもある） | あり                                                       | あり（対象者が配偶者を同伴した場合、皇后も同席する） | 午餐（昼食会）                                    |
| 公式実務訪問賓客 | 国賓、公賓対象者で実務的用件での来日の場合 | ホテルなど（厳重な警備が敷かれる）               | なし(ただし首相官邸等で栄誉礼及び儀仗が行われることがある) | あり（対象者が配偶者を同伴した場合、皇后も同席する） | 午餐（昼食会）が開かれていたが、2016年5月から中止 |
| 実務訪問賓客     | 元首、首相、王族など                       | ホテルなど                                       | なし(上に同じ)                                             | 案件による                                           | 原則としてなし                                    |
| 外務省賓客       | 閣僚、主要国際機関の長など                 | ホテル                                           | なし                                                       | 原則としてなし                                       | 原則としてなし                                    |

一例として、アメリカ合衆国大統領は、1974年11月のジェラルド・R・フォード以降、バラク・オバマまで7人が来日し、ジョージ・W・ブッシュを除いて国賓としての来日が1回ある。2017年に就任したドナルド・トランプの同年11月の日米首脳会談への来日については「公式実務訪問賓客」の扱いであったが、2019年5月の来日の際は国賓としての扱いであり、アメリカ大統領としては7人目の国賓となった。

## VIPの読み
英語のVery Important Personの略であるVIPの読みは、正しくは/viːaɪˈpiː/（ヴイ・アイ・ピー）であり、/vɪp/（ヴィップ）とは発音しない。後者は軽蔑的な意味合いがあり、本来の用途とは区別される。

## 要人中の要人
要人中の要人という意味で VVIP（very very important person）という言葉が用いられることがある。用例として2015年、イタリアが政府専用機の導入を行った際に、専用機をVVIP機として扱ったことがある。